# Mortuary
Mortuary es una película estadounidense de 2005, del género de terror, dirigida por Tobe Hooper y protagonizada por Dan Byrd, Denise Crosby y Rocky Marquette.

## Sinopsis
La familia Doyle decide cambiar de vida mudándose a un pequeño pueblo a las afueras de California. La Funeraria de los hermanos Fowler, que ahora les pertenece, inspira temor a los vecinos del pueblo, que no se atreven a acercarse a ella. Los Doyle pronto descubrirán que algo siniestro se esconde en las bóvedas de su nueva casa. Parece que los antiguos habitantes no tienen intención de dejarlos en paz

## Reparto
- Dan Byrd ... Jonathan Doyle
- Denise Crosby ... Leslie Doyle
- Rocky Marquette ... Grady
- Stephanie Patton ... Jamie Doyle
- Alexandra Adi ... Liz
- Courtney Peldon ... Tina
- Bug Hall ... Cal
- Tarah Paige ... Sara
- Michael Shamus Wiles ... Sheriff Howell
- Adam Gierasch ... Mr. Barstow
- Price Carson ... Bobby Fowler
- Lee Garlington ... Rita
- Greg Travis ... Eliot Cook
- Christy Johnson ... Dottie

## Críticas
La película recibió pocas quejas por parte de la críticos profesionales en su estreno, a excepción de Bloody Disgusting, quien criticó con dureza el filme.